# 日本の鬼の交流博物館
日本の鬼の交流博物館（にほんのおにのこうりゅうはくぶつかん）は、京都府福知山市大江町仏性寺909にある鬼伝説をテーマとする博物館。鬼博（おにはく）という愛称を持つ。
酒呑童子、麻呂子親王、日子坐王という3つの鬼伝説が残されている大江山麓にあり、キャンプ場や宿泊施設などもある大江山酒呑童子の里に含まれる。所蔵点数は約3000点。

## 歴史
1993年（平成5年）4月、加佐郡大江町は鬼伝説を地域おこしとして活用することを意図し、廃坑となった河守鉱山の跡地に博物館を開館させた。建物の設計は川崎清 + 環境・建築研究所。初代館長は郷土史家であり京都府立福知山高等学校校長などを務めた村上政市。
鬼伝説をテーマとした大江町の施設には大江山鬼瓦公園などもある。2011年（平成23年）10月、鬼文化を有する自治体の交流を目的とした全国鬼サミットが福知山市で開催された。
2010年代末から2020年代初頭には漫画・アニメ「鬼滅の刃」が爆発的なブームとなり、日本の鬼の交流博物館の入館者数が増加した。2022年（令和4年）7月30日には開館以来の総入館者数が50万人に達した。同年9月、名誉館長の村上政市の論考をまとめた『大江山の鬼と博物館』が出版された。
開館30周年を記念して、2023年（令和5年）10月24日から12月3日には「日本の鬼の交流博物館30年のあゆみ展」が開催された。

## 建築
外観は鬼の力強さや挑戦的なイメージを表現した鉄筋コンクリート造平屋建ての建造物である。建築面積は639.81平方メートル。

## 展示
内部は200人収容の「鬼の交流ホール」を中心とした回廊に展示スペースが設けられている。展示は4つのスペースに分けられる。
- 「鬼とは何者かをさぐる」

全国あるいは世界中の伝統芸能やそこで用いられる面、人形あるいは屏風画などを展示。「祀られる鬼」「仏と鬼」「神楽の鬼」「暮らしの中の鬼」「追われる鬼」「民俗芸能の鬼」など鬼の多面性について紹介する。
- 「大江山の3つの鬼伝説紹介」

大江山に伝わる鬼退治伝説の絵巻物などを展示。
- 「日本における鬼瓦の推移を見る」

飛鳥時代から現代までの銘の入った鬼瓦を時代別に実物、レプリカを含め約50個ほど展示紹介。
- 「チビッ子おに」

子どもの玩具としての鬼の面や絵本、紙芝居など。図書コーナー、ビデオコーナーも備えている。博物館の前庭にある大鬼瓦は、日本鬼師の会製作による、高さ5m、重量10tの日本一の大鬼瓦である。